# Kレコーズ
Kレコーズ（K Records）は、アメリカ合衆国ワシントン州オリンピアのインディー・レコードレーベル。主にインディー・ロックを扱っており、オリンピア周辺のアンダーグラウンドパンクバンドを多く輩出している。

## 概要
1982年夏、ビート・ハプニングのフロントマンであるカルヴィン・ジョンソン（Calvin Johnson）によって設立され、キャンディス・ペダーセン（Candice Pedersen）が長年にわたって運営していた。レーベルの最初のリリースはSupreme Cool Beingsのカセット限定盤だった。
レーベルに所属していたアーティストには、初期にリリースされたBeck、Modest Mouse、Built to Spillなどがいた。このレコードレーベルは1980年代から「インディペンデント音楽の発展の鍵」と呼ばれた。
初期のリリースの多くはカセットテープフォーマットであり、このレーベルは1970年代から1980年代初頭のカセット文化を最も長く反映したレーベルの一つとなっている。 オフビートなポップミュージックやインディーロックを中心にリリースしており、1990年代のRiot Grrrlムーブメントやアメリカのパンクのセカンドウェーブの先駆者とみなされている。
現在までに150を超えるアーティストの作品をリリースしており、反商業主義のインディーミュージック、アンダーグラウンドDIYパンクシーンに影響を与えている。2011年、ビルボード誌が発表したアメリカのインディーレーベル・ベスト50に選ばれた。

## 主なアーティスト
かつて契約していたアーティストを含む
- Adrian Orange
- All Girl Summer Fun Band
- Anna Oxygen
- Atlas Sound - アトラス・サウンド
- Beat Happening
- Beck - ベック
- Bikini Kill
- Bis
- The Blackouts
- The Blow
- Built to Spill - ビルト・トゥ・スピル
- Cadallaca
- Calvin Johnson
- Chain and the Gang
- Chicks on Speed
- The Crabs
- D+
- Dub Narcotic Sound System
- Electrosexual
- Fifth Column
- Gaze
- Girl Trouble
- The Go! Team - ザ・ゴー!チーム
- The Halo Benders
- Heavenly
- Jeremy Jay
- Karl Blau
- Karp
- Kimya Dawson
- Lake
- Landing
- Lois
- Love as Laughter
- Lync
- Mahjongg
- The Make-up
- Maher Shalal Hash Baz
- Marine Research
- Mecca Normal
- Melvins
- The Microphones
- Mirah
- Miranda July
- Modest Mouse - モデスト・マウス
- Mount Eerie
- Old Time Relijun
- The Pine Hill Haints
- Pansy Division
- The Rondelles
- Sarah Dougher
- Saturday Looks Good To Me
- Shonen Knife - 少年ナイフ
- Snuff - スナッフ
- The Softies
- Some Velvet Sidewalk
- Steve Fisk
- Talulah Gosh
- Tender Trap
- Thee Headcoats
- Tiger Trap
- Wallpaper
- Yume Bitsu - ユメビツ